# Flydubai-Flug 981
Am 19. März 2016 verunglückte eine Boeing 737-800 auf dem Flydubai-Flug 981 (Flugnummer: FZ981) beim Durchstarten auf dem Flughafen Rostow am Don. Bei dem Unfall kamen alle 62 Insassen ums Leben.

## Flugzeug und Insassen
Die eingesetzte Boeing 737-800 (Kennzeichen A6-FDN) absolvierte ihren Erstflug am 21. Dezember 2010 und wurde am 19. Januar 2011 an Flydubai ausgeliefert. Zum Zeitpunkt des Unfalls war das Flugzeug 5 Jahre und 3 Monate alt. Ausgestattet war es mit zwei CFM56-7-Triebwerken  des Herstellers CFM International.
An Bord der Boeing 737 befanden sich 55 Passagiere. Die Besatzung bestand aus dem zyprischen Flugkapitän Aristos Sokratous, dem spanischen Kopiloten Alejandro Álava Cruz sowie zwei weiblichen und drei männlichen Flugbegleitern.

## Flugverlauf

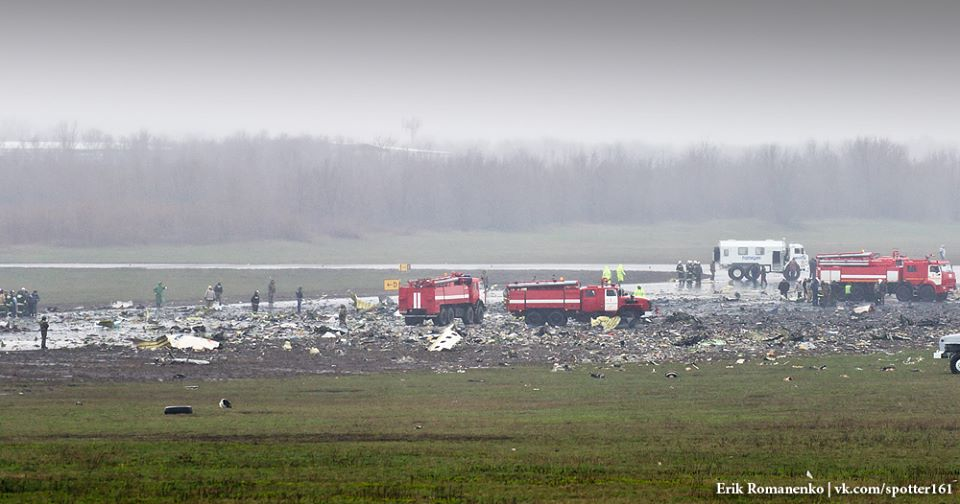
Trümmer der Boeing 737

Alle Zeiten in UTC, Ortszeit in Rostow am Don +3 Stunden
Das Flugzeug startete vom Flughafen Dubai um 18:37 Uhr und erreichte um 19:14 Uhr die vorgesehene Flughöhe. Um 22:16 Uhr wurde der Sinkflug eingeleitet, um 22:39 Uhr begann der Endanflug auf die Landebahn 22 des Flughafens Rostow am Don. Dieser wurde um 22:41 Uhr nach Durchfliegen einer Windscherung in einer Höhe von 340 Metern (1100 Fuß) abgebrochen und ein Durchstartmanöver eingeleitet. Die Piloten stiegen anschließend auf rund 1500 Meter (5000 Fuß) und erhielten danach die Anweisung, bis zur Verbesserung der Wetterbedingungen in 2400 Metern (8000 Fuß) zu kreisen. Nach 30 Minuten im Holding bat die Besatzung um Freigabe für einen Steigflug, um die Warteschleifen in einer Höhe von 4500 Metern (15000 Fuß) fortzusetzen. Die Freigabe wurde vom Fluglotsen erteilt.
Um 00:28 Uhr begannen die Piloten einen zweiten Landeanflug, brachen diesen aber um 00:40 Uhr wetterbedingt viereinhalb Kilometer vor der Landeschwelle in einer Höhe von 220 Metern (720 Fuß) ab und starteten erneut durch. Hierzu wurde das Fahrwerk wieder eingefahren und die Position der Klappen auf 15 Grad gesetzt. Eine Minute später schlug die Boeing 737 nach einem Sturzflug aus knapp 1000 Metern neben der Landebahn des Flughafens auf.
Aufgrund des Wetters war bereits eine Maschine der Aeroflot zum 250 km entfernten Flughafen Krasnodar ausgewichen. Weil der Flughafen Rostow nach dem Unfall vorübergehend geschlossen wurde, wich eine Maschine der Czech Airlines ebenfalls zu diesem Flughafen aus. Eine Maschine der Turkish Airlines kehrte zu ihrem Startflughafen Istanbul zurück.

## Wetterbedingungen
Die Wetterbedingungen zum Unfallzeitpunkt waren 3,8 bis 6 Kilometer Sichtweite, Wolkenuntergrenzen von 430 bis 550 Meter und Regenschauer, der Wind kam aus südwestlichen Richtungen mit 50 km/h (27 Knoten), in Böen bis zu 78 km/h (42 Knoten).

## Unfallursache
Russische Unfallermittler gaben am 8. April 2016 bekannt, dass die Piloten während des Durchstartens in einer Flughöhe von 900 Metern die Steuersäule nach vorne drückten und gleichzeitig 12 Sekunden lang die elektrische Trimmung der Höhenflosse betätigten, wodurch sich die Trimmung der Höhenflosse von −2,5 auf +2,5 Grad veränderte. Die Boeing 737 ging daraufhin in einer Höhe von knapp 1000 Meter in einen Sturzflug über. Das Flugzeug schlug mit einem Nickwinkel (Pitch) von mindestens 50 Grad und einer Geschwindigkeit von etwa 600 km/h (320 Knoten) neben der Landebahn auf. Ob die Besatzung die Trimmung des Höhenleitwerks manuell verändert hat oder eine andere Ursache vorlag, ist unbekannt.

## Reaktionen
- Der Gouverneur der Region Rostow, Wassili Golubew, ernannte den 20. März zum Trauertag.[10]
- Die Fluggesellschaft richtete ein Emergency Response Team ein.[11]
- Flydubai initiierte einen Tag nach dem Unglück ein Programm, bei dem die Familien der Opfer 20.000 Dollar erhalten sollen.[12]
- flydubai-Flüge von Dubai nach Rostow am Don erhielten drei Tage nach dem Unglück die neue Flugnummer FZ935.[13]

## Mediale Aufarbeitung
Der Absturz auf dem Flydubai-Flug 981 wurde in der ersten Folge der zweiundzwanzigsten Staffel der kanadischen Dokumentarserie Mayday – Alarm im Cockpit unter dem deutschen Titel Warteschleife (Originaltitel: Holding Pattern) medial aufgearbeitet.